# Ichneumon nigrovariegatus
Ichneumon nigrovariegatus là một loài tò vò trong họ Ichneumonidae.